# Île de la Pierre-Percée
Pour les articles homonymes, voir Pierre percée.
L'île de la Pierre Percée, également appelée île aux Mouettes, est une île française se situant à environ 1,5 mille nautique des plages de Bonne-Source et Sainte-Marguerite de la commune de Pornichet, au sud-est de la baie du Pouliguen, dans le département de la Loire-Atlantique et la région Pays de la Loire.
L'île est nommée de la sorte en raison d'un trou perçant de part en part sa barre rocheuse centrale.
Elle a inspiré un roman à Jules Sandeau, La Roche aux mouettes publié en 1871.
La légende voudrait qu’un certain pirate nommé Gilles Daviot, ait été abandonné sur cette île enchaîné par ses camarades flibustiers à la fin du XVIIIe siècle (aux alentours de 1798). Sa volonté inébranlable de voir l'horizon et selon la légende, les voix des sirènes (chimères maritimes) lui aurait imposé
de creuser le centre de l’île. Certains prétendent que sa seule nourriture à base de goëmon et de mouettes séchées, aurait accentué le second surnom « l’île aux mouettes ».